# Lynn Merrick
Lynn Merrick (nacida Marilyn Llewelling; 19 de noviembre de 1919 – 25 de marzo de 2007) fue una actriz estadounidense que apareció en más de 40 películas durante la década de 1940, principalmente para Columbia y Republic Studios.

## Primeros años
Merrick nació como Marilyn Llewelling el 19 de noviembre de 1919 en Fort Worth, Texas.

## Carrera
En la década de 1930, estudió interpretación y trabajó como modelo tras mudarse a California.
En 1940, fue una de las trece mujeres seleccionadas por la Motion Picture Publicists Association como "Baby Star", un proceso de selección destinado a destacar a las nuevas estrellas de cine más prometedoras. Realizó la mayor parte de sus películas durante la década de 1940, protagonizando 22 largometrajes para Republic Pictures; 16 de ellos eran westerns de Don Barry.
Su primera película de Barry fue Two Gun Sheriff, y la última, Fugitive from Sonora. Más tarde trabajó para Columbia Pictures, donde protagonizó películas junto a Richard Dix, Chester Morris y Warner Baxter. Merrick se retiró del cine después de Escape from Terror (1955), protagonizada y dirigida por Jackie Coogan.
En 1948, Merrick y su esposo en aquel momento, Conrad Nagel, aparecieron en teatros de verano en Pensilvania, Nueva York y Connecticut. Tras retirarse de la interpretación, Merrick fue ejecutiva de la Barbizon School of Modeling.

## Vida personal
Se casó y se divorció dos veces. Su primer matrimonio fue con Nagel. Recibieron una sentencia interlocutoria el 26 de marzo de 1947, y el divorcio se hizo definitivo el 26 de agosto de 1948.
El 26 de octubre de 1949 se casó con el productor Robert Goelet, Jr. en Europa. Ninguno de los dos matrimonios tuvo hijos. En 1950, Merrick recibió tratamiento de urgencia en el Santa Monica Hospital tras tomar una sobredosis de somníferos. Una noticia difundida por International News Service describió la sobredosis como "el punto álgido de una disputa con su esposo, el acaudalado Robert Goelet."
Merrick era de confesión baptista.

## Muerte
Merrick falleció el 25 de marzo de 2007, a los 87 años, en su casa de West Palm Beach, Florida, por causas no reveladas.
Fue incinerada y sus cenizas fueron esparcidas.

## Filmografía
| Año  | Título                             | Papel                               | Notas                          |
| ---- | ---------------------------------- | ----------------------------------- | ------------------------------ |
| 1940 | 'Til We Meet Again                 | La hija de la mujer quisquillosa    | sin acreditar                  |
| 1940 | Dr. Christian Meets the Women      | Kity Browning                       | (como Marilyn Merrick)         |
| 1940 | Flight Angels                      | Marilyn                             | (como Marilyn Merrick)         |
| 1940 | Ragtime Cowboy Joe                 | Mary Curtiss                        | (como Marilyn Merrick)         |
| 1941 | A Missouri Outlaw                  | Virginia Randall                    |                                |
| 1941 | Death Valley Outlaws               | Carolyn Johnson                     |                                |
| 1941 | The Apache Kid                     | Barbara Taylor                      |                                |
| 1941 | Kansas Cyclone                     | Martha Ming                         |                                |
| 1941 | Desert Bandit                      | Sue Martin                          |                                |
| 1941 | The Gay Vagabond                   | Betty Dixon                         |                                |
| 1941 | Two Gun Sheriff                    | Ruth Norton                         |                                |
| 1941 | Sis Hopkins                        | Phyllis                             |                                |
| 1942 | Outlaws of Pine Ridge              | Ann Hollister                       |                                |
| 1942 | The Sombrero Kid                   | Dorothy Russell                     |                                |
| 1942 | The Cyclone Kid                    | Mary Phillips                       |                                |
| 1942 | Jesse James, Jr.                   | Joan Perry                          |                                |
| 1942 | Stageeoach Express                 | Ellen Bristol                       |                                |
| 1942 | Arizona Terrors                    | Lila Adams                          |                                |
| 1942 | Youth on Parade                    | Emmy Lou Piper                      |                                |
| 1943 | Doughboys in Ireland               | Gloria Gold                         |                                |
| 1943 | Days of Old Cheyenne               | Nancy Carlyle                       |                                |
| 1943 | Dangerous Blondes                  | Mary Ralston                        |                                |
| 1943 | Is Everybody Happy?                | Ann                                 |                                |
| 1943 | Fugitive from Sonora               | Dixie Martin                        |                                |
| 1943 | Carson City Cyclone                | Linda Wade                          |                                |
| 1943 | Dead Man's Gulch                   | Mary Logan                          |                                |
| 1943 | Mountain Rhythm                    | Linda Weaver                        |                                |
| 1943 | The Crime Doctor's Strangest Case  | Ellen Trotter                       |                                |
| 1944 | Meet Miss Bobby Socks              | Helen Taylor                        |                                |
| 1944 | Nine Girls                         | Eve Sharon                          |                                |
| 1944 | Stars on Parade                    | Dorothy Dean                        |                                |
| 1944 | Swing Out the Blues                | Penelope Carstairs                  |                                |
| 1945 | A Guy, a Gal and a Pal             | Helen Carter                        |                                |
| 1945 | Boston Blackie Booked on Suspicion | Constance Gloria Mannard            |                                |
| 1945 | Voice of the Whistler              | Joan Martin Sinclair                |                                |
| 1945 | The Blonde from Brooklyn           | Susan Parker aka Susanna Bellwither |                                |
| 1946 | Dangerous Business                 | Lizbeth Ellsworth                   |                                |
| 1946 | A Close Call for Boston Blackie    | Geraldine 'Gerry' Peyton            |                                |
| 1948 | I Love Trouble                     | Mrs. Johnson                        |                                |
| 1954 | Escape from Terror                 | Lee Brooks                          | (último papel cinematográfico) |